# Cashrut
Cashrut ou kashrut (em hebraico: כַּשְרוּת), também conhecido como kashruth ou kashrus na tradição asquenazita, é o termo que se refere às leis dietéticas do judaísmo. A comida, de acordo com a halachá (lei judaica), é chamada de kasher (kosher em iídiche: כּשר), do termo hebraico כָּשֵׁר (kashér), que significa "próprio" (neste caso, próprio para consumo pelos judeus, de acordo com a lei judaica). Os alimentos que não podem ser consumidos, no entanto, são considerados treif (iídiche: טרײף), também grafado treyf (iídiche: טריף). No caso dos objectos, o oposto de kosher é pasúl (iídiche: פָּסוּל).
Entre as numerosas leis kashrut estão proibições sobre o consumo de certos animais (como carne de porco e frutos do mar), misturas de carne e leite, e o mandamento de abater mamíferos e aves de acordo com um processo conhecido como shechita. Existem também leis referentes a produtos agrícolas que podem afetar a adequação de alimentos para consumo.
A maioria das leis básicas kashrut é derivada dos livros de Levítico e Deuteronômio da Torá. Seus detalhes e aplicação prática, no entanto, estão estabelecidos na lei oral (eventualmente codificada na Mishná e no Talmude) e elaborados na literatura rabínica posterior. Embora a Torá não apresente a justificativa para a maioria das leis kashrut, alguns sugerem que são apenas testes para a obediência do homem, enquanto outros sugerem razões filosóficas, práticas e higiênicas.
No último século, muitas organizações rabínicas começaram a certificar produtos, fabricantes e restaurantes como kosher, geralmente usando um símbolo (chamado hechsher) para indicar seu apoio. Atualmente, cerca de um sexto dos judeus americanos ou 0,3% da população norte-americana mantém o kosher, e há muitos outros que não seguem estritamente todas as regras, mas ainda se abstêm de alguns alimentos proibidos (especialmente carne de porco). A Igreja Adventista do Sétimo Dia, uma denominação cristã protestante, também divulga em sua doutrina uma mensagem de saúde que espera adesão às leis dietéticas kosher.

## Explicações

### Filosóficas
A filosofia judaica divide os 613 mandamentos (ou mitzvot) em três grupos - leis que têm uma explicação racional e provavelmente seriam decretadas pela maioria das sociedades ordenadas (mishpatim), leis que são entendidas depois de explicadas, mas não seriam legisladas sem o comando da Torá (eidot), e leis que não têm uma explicação racional (chukim). Alguns estudiosos judeus dizem que a kashrut deveria ser categorizada como leis para as quais não há explicação particular, já que a mente humana nem sempre é capaz de entender as intenções divinas. Nesta linha de pensamento, as leis dietéticas foram dadas como uma demonstração da autoridade de Deus, e o homem deve obedecer sem perguntar a razão. No entanto, Maimônides acreditava que os judeus eram autorizados a procurar razões para as leis da Torá.
Alguns teólogos afirmam que as leis kashrut têm caráter simbólico: os animais kosher representam virtudes, enquanto os animais não kosher representam vícios. A carta de Aristeias, do século I a.C, argumenta que as leis "foram dadas para despertar pensamentos piedosos e formar o caráter". Essa visão reaparece na obra do rabino Samson Raphael Hirsch, do século XIX.
A Torá proíbe "fervilhar o cabrito (cabra, ovelha, bezerro) no leite de sua mãe". Embora a Bíblia hebraica não forneça uma razão, tem sido sugerido que a prática foi percebida como cruel e insensível.
O Judaísmo chassídico acredita que a vida cotidiana é imbuída de canais que se conectam com a Divindade, cuja ativação ela vê como ajudando a Presença Divina a ser atraída para o mundo físico; o chassidismo argumenta que as leis alimentares estão relacionadas com o modo como esses canais, denominados "faíscas de santidade", interagem com vários animais. Essas faíscas de santidade são liberadas sempre que um judeu manipula qualquer objeto por uma razão sagrada (que inclui comer); no entanto, nem todos os produtos animais são capazes de liberar suas faíscas de santidade. O argumento chassídico é que os animais estão imbuídos de sinais que revelam a liberação dessas faíscas, e os sinais são expressos na categorização bíblica de ritualmente limpos e ritualmente impuros.
Segundo o teólogo cristão Gordon J. Wenham, o objetivo da kashrut era ajudar os judeus a manter uma existência distinta e separada de outros povos; Ele diz que o efeito das leis era impedir a socialização e o casamento com não judeus, impedindo que a identidade judaica fosse diluída. Wenham argumentou que, uma vez que o impacto das leis alimentares era um assunto público, isso teria reforçado a ligação judaica a eles como uma lembrança de seu status distinto como judeus.

### Médicas
Houve tentativas de fornecer suporte empírico para a visão de que as leis alimentares judaicas têm um benefício ou propósito de saúde abrangente. Uma das primeiras é a de Maimônides no Guia dos Perplexos. Em 1953, David Macht, um judeu ortodoxo e proponente da teoria da previsão científica bíblica, conduziu experimentos de toxicidade em vários tipos de animais e peixes. Seu experimento envolveu mudas de tremoço sendo fornecidas com extratos da carne de vários animais; Macht relatou que, em 100% dos casos, extratos de carne ritualmente impura inibiam o crescimento das plântulas mais do que as carnes ritualmente limpas. Ao mesmo tempo, essas explicações são controversas. O estudioso Lester L. Grabbe, escrevendo no Oxford Bible Commentary sobre Levítico, diz que "uma explicação agora quase universalmente rejeitada é que as leis nesta seção têm a higiene como base. Embora algumas das leis da pureza ritual correspondam aproximadamente às idéias modernas de limpeza física, muitas delas têm pouco a ver com a higiene, por exemplo, não há evidências de que os animais "impuros" sejam intrinsecamente ruins de comer ou de serem evitados em um clima mediterrâneo, como algumas vezes se afirma.

## Restrições

### Alimentos proibidos
As leis da kashrut podem ser classificadas de acordo com a origem da proibição (bíblica ou rabínica) e se a proibição diz respeito à própria comida ou a uma mistura de alimentos. Alimentos biblicamente proibidos incluem:
- Animais não kosher e aves: os mamíferos necessitam de certas características identificadoras de acordo com Levítico 11:3-8 e Deuteronômio 14:3-21 (cascos fendidos e ruminantes), enquanto as aves requerem uma tradição de poderem ser consumidas. Os peixes necessitam de escamas e barbatanas (excluindo o peixe-gato, por exemplo). Todos os invertebrados são não kosher além de certos tipos de gafanhotos, nos quais a maioria das comunidades não tem uma tradição clara. Nenhum réptil ou anfíbio é kosher.
- Carnes não abatidas segundo o processo kosher (nevelah): carne de um animal kosher que não foi abatido de acordo com as leis de shechita. Esta proibição inclui animais que foram abatidos por não judeus.[18]
- Ferido (terefah): um animal com um defeito ou lesão significativa, como um osso fraturado ou tipos particulares de aderências pulmonares.
- Sangue (dam): O sangue de mamíferos e aves kosher é removido através do sal, com procedimentos especiais para o fígado, que é muito rico em sangue.
- Gorduras específicas (chelev): partes específicas da gordura abdominal de bovinos, caprinos e ovinos devem ser removidas por um processo chamado nikkur.
- O nervo torcido (gid hanasheh): o nervo ciático, como de acordo com Gênesis 32:32, o patriarca Jacó foi danificado quando ele lutou com um anjo, não pode ser comido e é removido por nikkur.
- Um membro de um animal vivo (ever min ha-chai): De acordo com o livro de Gênesis, Deus proibiu Noé e seus descendentes de consumirem carne arrancada de um animal vivo. Assim, a lei judaica considera essa proibição aplicável mesmo a não judeus e,[19] portanto, um judeu não pode dar ou vender tal carne a um não judeu.
- Alimentos não dizimados (tevel): o produto da Terra de Israel requer a remoção de certos dízimos, que na antiguidade eram dados aos Cohanim (sacerdotes), Levitas e os pobres (terumah, maaser rishon e maaser ani, respectivamente) ou levados à Cidade Velha de Jerusalém para serem comidos lá (maaser sheni).
- Frutas durante os primeiros três anos (orlah): de acordo com Levítico 19:23, frutos de uma árvore nos primeiros três anos após o plantio não podem ser consumidos (tanto na Terra de Israel quanto na diáspora). Isso se aplica também ao fruto da videira - uvas e vinho produzido a partir deles.[20]
- Novo grão (chadash): a Bíblia, em Levítico 23:14 proíbe grãos recém-cultivados (plantados após a Páscoa do ano anterior) até o segundo dia da Páscoa; Há debate sobre se esta lei se aplica a grãos cultivados fora da Terra de Israel.
- Vinho de libação (yayin nesekh): vinho que pode ter sido dedicado a práticas idólatras.

Misturas biblicamente proibidas incluem:
- Misturas de carne e leite (basar be-chalav):[21][22][23] esta lei deriva da ampla interpretação do mandamento de não "cozinhar uma criança no leite de sua mãe"; outros alimentos não kosher são permitidos para uso não dietético (por exemplo, para ser vendido a não judeus), mas os judeus são proibidos de se beneficiar de misturas de carne e leite de qualquer forma.[24]
- Plantas cultivadas juntas (kilayim): na Terra de Israel, as plantas devem ser cultivadas separadamente e não em estreita proximidade de acordo com Levítico 19:19 e Deuteronômio 22: 9–11. Uma subdivisão específica desta lei é kil'ei ha-kerem, a proibição de plantar qualquer grão ou vegetal perto de uma videira; esta lei se aplica aos judeus em todo o mundo, e não se pode obter benefício do produto.

Alimentos rabinicamente proibidos incluem:
- Leite não judeu (chalav akum): leite que pode conter uma mistura de leite de animais não kosher (veja abaixo os pontos de vista atuais sobre essa proibição).
- Queijos não judeus (gevinat akum): queijo que pode ter sido produzido com coalho não kosher.
- Vinho não judeu (stam yeinam): vinho que, embora não tenha sido produzido para fins idólatras, pode ter sido derramado para tal fim ou, quando consumido, levar a casamentos mistos.
- Comida cozinhada por um não judeu (bishul akum): esta lei foi promulgada para preocupações de casamentos mistos.
- Pão não judaico (pat akum): esta lei foi promulgada para preocupações de casamentos mistos.
- Risco para a saúde (sakanah): certos alimentos e misturas são considerados um risco para a saúde, como misturas de peixe e carne.

### Alimentos kosher
Todos os alimentos que são considerados kosher são também classificados da seguinte forma
- Os produtos à base de carne (também designados por b'sari ou fleishig) são aqueles que contêm carne kosher, como carne de vaca, borrego ou veado; aves de capoeira kosher, como frango, ganso, pato ou peru; ou derivados de carne, como gelatina animal; além disso, os produtos não animais que tenham sido transformados em equipamento utilizado para carne ou produtos à base de carne também devem ser considerados carne (b'chezkat basar).
- Os produtos lácteos (também designados c'halavi ou milchig) contêm leite ou quaisquer derivados, como manteiga ou queijo; além disso, os produtos não lácteos que tenham sido transformados em equipamento utilizado para leite ou produtos derivados do leite também devem ser considerados como leite (b'chezkat chalav).
- Os produtos parve (também chamados parve, parveh, ou pareve significa “neutro”) não contêm carne, leite ou seus derivados; incluem alimentos como peixe kosher, ovos de aves permitidas, cereais, produtos hortícolas e outra vegetação comestível. Permanecem parve se não forem misturados com ou processados com equipamento utilizado para qualquer carne ou produtos lácteos.

Embora qualquer produto que cresça da terra, como frutas, grãos, legumes e cogumelos, seja sempre permitido, as leis relativas ao estatuto de certos produtos agrícolas, especialmente os que são cultivados na Terra de Israel, como os dízimos e os produtos do ano sabático, afectam a sua permissibilidade para consumo.

### Animais permitidos e proíbidos
Só é permitida a carne de determinadas espécies. Os mamíferos que ruminam e têm cascos fendidos podem ser kosher. Os animais que têm uma caraterística mas não a outra (o camelo, o hiracóide e a lebre, porque não têm cascos fendidos, e o porco, porque não rumina) estão especificamente excluídos.
Em 2008, uma decisão rabínica determinou que as girafas e o seu leite podem ser considerados kosher. A girafa tem cascos fendidos e rumina, caraterísticas dos animais considerados kosher. Os resultados de 2008 mostram que o leite de girafa coalha, cumprindo as normas kosher. Embora kosher, a girafa não é abatida atualmente porque o processo seria muito dispendioso. As girafas são difíceis de conter e a sua utilização para fins alimentares poderia fazer com que a espécie se tornasse ameaçada de extinção.
As aves não-kosher estão listadas na Torá, mas as referências zoológicas exactas são contestadas e algumas referências referem-se a famílias de aves (são mencionadas 24). A Mishnah refere-se a quatro sinais fornecidos pelos sábios: primeiro, um dores (ave predadora) não é kosher. Além disso, as aves kosher possuem três caraterísticas físicas: um dedo extra na parte de trás (que não se junta aos outros dedos para apoiar a perna), um zefek (papo) e um korkoban (moela) com um lúmen descascável. No entanto, os judeus estão impedidos de aplicar apenas estes regulamentos; é necessária uma tradição estabelecida (masorah) para permitir que as aves sejam consumidas, mesmo que se possa comprovar que cumprem os quatro critérios. A única exceção a esta regra é o peru. Houve uma altura em que certas autoridades consideraram os sinais suficientes, pelo que os judeus começaram a comer esta ave sem uma masorah, porque ela possui todos os sinais (simanim) em hebraico.
Os peixes têm de ter barbatanas e escamas para serem kosher. Os mariscos e outra fauna aquática que não seja peixe não são kosher. Os insectos não são kosher, exceto certas espécies de gafanhotos kosher. Qualquer animal que coma outros animais, quer estes matem a sua comida ou comam carniça, geralmente não é kosher, bem como qualquer animal que tenha sido parcialmente comido por outros animais.
| Classe             | Tipos Proibídos |
| ------------------ | --- |
| Mamíferos          | Carnívoros; animais que não ruminam (por exemplo, o porco); animais que não têm cascos fendidos (por exemplo, o camelo, a lebre, o cavalo e o hiracóide); morcegos; roedores |
| Aves               | Aves de rapina; necrófagos |
| Reptéis e Amfíbios | Todos |
| Insectos           | Todos, exceto determinados tipos de gafanhotos ou gafanhotos que, segundo a maioria, não podem ser identificados atualmente                                                  |

### Separação da carne e dos lacticínios
A carne e o leite (ou derivados) não podem ser misturados, no sentido em que a carne e os produtos lácteos não são servidos na mesma refeição, servidos ou cozinhados nos mesmos utensílios, ou armazenados juntos.
Os judeus observantes têm conjuntos de pratos separados e, por vezes, cozinhas diferentes, para a carne e para o leite, e esperam entre uma a seis horas depois de comerem carne antes de consumirem produtos lácteos. Os utensílios e pratos milchig e fleishig (literalmente “leitoso” e “carnudo”) são as delimitações iídiche comummente referidas entre os produtos lácteos e os de carne, respetivamente.
De acordo com o Shulchan Aruch, recomenda-se um período de espera de seis horas entre o consumo de carne e de lacticínios. Durante este tempo, é geralmente aconselhado abster-se de escovar e enxaguar a boca.
Shelomo Dov Goitein escreve que “a dicotomia da cozinha em uma secção de carne e uma secção de leite, tão básica em uma casa judaica observante, é [...] nunca mencionada na Geniza”. Goitein acreditava que, no início da Idade Média, as famílias judaicas mantinham apenas um conjunto de talheres e utensílios de cozinha. De acordo com David C. Kraemer, a prática de manter conjuntos separados de pratos desenvolveu-se apenas no final dos séculos XIV e XV. É possível que os judeus observantes esperassem durante a noite que o molho de carne ou de leite absorvido nas paredes de uma panela se tornasse insignificante (lifgam) antes de usarem a panela para o outro alimento (carne ou leite).

### Abate Kosher
Os mamíferos e as aves devem ser abatidos por um indivíduo treinado (um shochet) utilizando um método especial de abate, a shechita. O abate de Shechita corta a veia jugular, a artéria carótida, o esófago e a traqueia num único movimento de corte contínuo com uma faca afiada e sem serrilhada. O não cumprimento de qualquer um destes critérios torna a carne do animal não-kosher.
O corpo do animal abatido deve ser verificado após o abate para confirmar que o animal não apresentava qualquer condição médica ou defeito que pudesse causar a sua morte espontânea no espaço de um ano, o que tornaria a carne inadequada.
Estas condições (treifot) incluem 70 categorias diferentes de lesões, doenças e anomalias cuja presença torna o animal não-kosher.
É proibido consumir determinadas partes do animal, como certas gorduras (chelev) e os nervos ciáticos das pernas, sendo o processo de excisão feito por especialistas antes da venda da carne.
Tanto sangue quanto possível deve ser removido através do processo de kashering; isto é geralmente feito molhando e salgando a carne, mas o fígado, por ser rico em sangue, é grelhado em fogo aberto.
Os peixes (e os gafanhotos kosher, para aqueles que seguem as tradições que os permitem) devem ser mortos antes de serem consumidos, mas nenhum método específico foi especificado na lei judaica. Os aspetos jurídicos do abate ritual são regidos não só pela lei judaica, mas também pela lei civil.
Alguns acreditam que isto garante que o animal morra instantaneamente sem sofrimento desnecessário, mas muitos activistas dos direitos dos animais consideram o processo cruel, alegando que o animal pode não perder a consciência imediatamente, e os activistas apelaram à sua proibição.

#### Preparação das carnes
Quando um animal é abatido ritualmente (descascado), a carne crua é tradicionalmente cortada, salgada e enxaguada antes de ser cozinhada. A salga da carne crua retira o sangue que se aloja na superfície interna da carne. A salga é feita com sal grosso, vulgarmente chamado de sal kosher, após o que a carne é colocada sobre uma grelha ou peneira para permitir a drenagem, permanecendo assim durante o tempo necessário para caminhar uma milha bíblica (aproximadamente 18–24 minutos). De seguida, o resíduo de sal é enxaguado com água e a carne cozinhada.
A carne assada não necessita de salga prévia, pois o fogo provoca uma purga natural do sangue.
Turei Zahav ("Taz"), um comentário do século XVII sobre o Shulchan Arukh, determinou que os pedaços de carne podem ficar "demasiado grossos" durante a salga. A prática judaica iemenita, no entanto, segue Saadiah Gaon, que exigia que a carne não fosse maior do que meio "rotal" (ou seja, cerca de 216 gramas (7,6 onças)) ao salgar. Isto permite que os efeitos do sal penetrem.
Algumas comunidades judaicas ortodoxas exigem a restrição adicional de submergir a carne crua em água a ferver antes de a cozinhar, uma prática conhecida como ḥaliṭah (hebraico: חליטה), "branqueamento". A carne crua é deixada na panela com água a ferver o tempo que for necessário para que a carne fique branca na camada exterior.
Se alguém quisesse usar a água para a sopa depois de fazer ḥaliṭah na mesma panela, poderia simplesmente retirar a película, espumar e fazer espuma na superfície da água a ferver.
A Ḥaliṭah não é obrigatória quando se assa carne no fogo, pois o fogo restringe o sangue.

### Utensílios kosher
Os utensílios usados para alimentos não-kosher tornam-se não-kosher e tornam até mesmo alimentos kosher preparados com eles não-kosher.
Alguns destes utensílios, dependendo do material de que são feitos, podem ser tornados adequados para preparar novamente alimentos kosher por imersão em água a ferver ou pela aplicação de um maçarico.
Os alimentos preparados de forma a violar o Shabat (Sábado) não podem ser consumidos; embora em certos casos seja permitido após o fim do Shabat.

### Leis Pessach
A Pessach tem regras alimentares mais apertadas, sendo a mais importante a proibição de comer pão fermentado ou derivados deste, conhecidos por chametz. Esta proibição deriva de Êxodo 12:15.
Os utensílios utilizados para preparar e servir chametz são também proibidos na Páscoa, a menos que tenham sido purificados ritualmente.
Os judeus observantes costumam manter conjuntos separados de utensílios para carne e produtos lácteos apenas para uso na Pessach. Além disso, alguns grupos seguem várias restrições alimentares na Pessach que vão para além das regras kosher, como não comer kitniyot, gebrochts ou alho.

### Produtos da Terra de Israel
As regras bíblicas também controlam o uso dos produtos agrícolas, por exemplo, no que diz respeito ao seu dízimo, ou quando é permitido comê-los ou colhê-los, e o que deve ser feito para os tornar adequados para consumo humano.
Para os produtos cultivados na Terra de Israel, deve ser aplicada uma versão modificada dos dízimos bíblicos, incluindo Terumat HaMaaser, Maaser Rishon, Maaser Sheni e Maasar Ani (os produtos não dízimos são chamados tevel); os frutos dos primeiros três anos de crescimento ou replantação de uma árvore são proibidos para consumo ou qualquer outro uso como orlah; os produtos cultivados na Terra de Israel no sétimo ano obtêm k’dushat shvi’it e, a menos que sejam administrados com cuidado, são proibidos como uma violação do Shmita (Ano Sabático).
Algumas regras da cashrut estão sujeitas a diferentes opiniões rabínicas. Por exemplo, muitos sustentam que a regra contra comer chadash (grão novo) antes do dia 16 do mês de Nisan não se aplica fora da Terra de Israel.

### Vegetais
Embora as plantas e os minerais sejam quase sempre kosher, os restaurantes vegetarianos e os produtores de alimentos vegetarianos são obrigados a obter um hechsher, certificando que uma organização rabínica aprovou os seus produtos como sendo kosher, porque o hechsher geralmente certifica que certos vegetais foram verificados quanto a infestação de insetos e foram tomadas medidas para garantir que os alimentos cozinhados cumprem os requisitos do bishul Yisrael. Os legumes como os espinafres e a couve-flor devem ser verificados quanto à infestação de insetos. O procedimento adequado para a inspeção e limpeza varia de acordo com a espécie, as condições de cultivo e as opiniões de cada rabino.

### Alimentos Pareve
Um alimento pareve é aquele que não contém carne nem produtos lácteos. Os peixes enquadram-se nesta categoria, assim como qualquer alimento que não seja de origem animal. Os ovos são também considerados pareve, apesar de serem um produto de origem animal.
Alguns processos convertem um produto derivado de carne ou de produtos lácteos num produto pareve. Por exemplo, o coalho é por vezes feito a partir do revestimento do estômago, mas é aceitável para fazer queijo kosher. As gelatinas derivadas de fontes animais kosher (que eram abatidas ritualmente) são também pareve. Outros produtos semelhantes à gelatina de fontes não animais, como o ágar ágar e a carragenina, são parevos por natureza. A gelatina de peixe, como todos os produtos de peixe kosher, é pareve.
A lei judaica exige geralmente que o pão seja mantido pareve (isto é, não amassado com carne ou laticínios, nem feito em equipamentos de carne ou laticínios).
O Kashrut tem procedimentos pelos quais o equipamento pode ser limpo do seu uso anterior não-kosher ou de carne/laticínios, mas estes procedimentos podem ser inadequados para vegetarianos, pessoas com alergias ou adeptos de outras leis religiosas.
Por exemplo, o equipamento de produção de lacticínios pode ser limpo suficientemente bem para que os rabinos concedam o estatuto de pareve aos produtos fabricados com ele, mas alguém com uma forte sensibilidade alérgica aos produtos lácteos pode ainda reagir aos resíduos lácteos. É por isso que alguns produtos que são legitimamente pareves trazem avisos de “leite”.

### Alimentos geneticamente modificados
Com o advento da engenharia genética, os estudiosos tanto do meio académico como da fé judaica têm pontos de vista diferentes sobre se estas novas variedades de alimentos devem ser consideradas kosher ou não. O primeiro animal geneticamente modificado aprovado pela FDA para consumo humano é o salmão AquAdvantage e, embora o salmão seja normalmente um alimento kosher aceitável, este organismo modificado possui um gene de um organismo não-kosher.
Em 2015, o Comité da Lei e Normas Judaicas da Assembleia Rabínica divulgou um documento sobre organismos geneticamente modificados, afirmando que a modificação das sequências genéticas através da introdução de ADN estranho, a fim de transmitir uma capacidade específica no novo organismo, é permitida, que espécies inteiramente novas não devem ser criadas intencionalmente e que as implicações para a saúde dos alimentos geneticamente modificados devem ser consideradas numa base individual.
Alguns defendem que esta mistura de espécies é contra os ensinamentos do Talmud e, por conseguinte, contra a lei judaica e não-kosher. Outros argumentam que a lei de uma em sessenta partes da kashrut é importante e que o gene estrangeiro representa menos de 1/60 do animal, pelo que o salmão modificado é kosher.

### Canábis
Para a canábis cultivada em Israel, as plantas devem observar o shmittah, mas isto não se aplica à canábis de outros locais. Pelo menos uma marca de produtos comestíveis de canábis está certificada para seguir as leis da cashrut.

### Tabaco
Embora não seja um produto alimentar, algum tabaco recebe um ano de certificação kosher para a Pessach. Esta certificação com a duração de um ano significa que o tabaco também está certificado para a Pessach, onde podem existir diferentes restrições. O tabaco pode, por exemplo, entrar em contacto com alguns grãos de chametz estritamente proibidos durante a Pessach e a certificação é uma garantia de que está livre deste tipo de contaminação.
Em Israel, esta certificação é atribuída por um grupo rabínico privado de cashrut, Beit Yosef, mas o Rabinato Chefe opôs-se à concessão de qualquer certificação por rabinos devido aos riscos do tabaco para a saúde.

## Simbologia e marketing

### Rotulagem
Embora a leitura do rótulo de produtos alimentícios possa identificar ingredientes obviamente não kosher, alguns países permitem que os fabricantes omitam a identificação de certos ingredientes. Tais ingredientes "ocultos" podem incluir lubrificantes e aromatizantes, entre outros aditivos; em alguns casos, por exemplo, o uso de aromas naturais, esses ingredientes são mais provavelmente derivados de substâncias não kosher. Além disso, certos produtos, como o peixe, têm uma alta taxa de rotulagem errônea, o que pode resultar na venda de um peixe não kosher em uma embalagem rotulada como espécie de peixe kosher.

Produtores de alimentos e aditivos alimentares podem entrar em contato com autoridades religiosas judaicas para ter seus produtos certificados como kosher: isso envolve uma visita às instalações de fabricação por um rabino individual ou um comitê de uma organização rabínica, que inspecionará os métodos e conteúdos de produção, e se tudo é suficientemente kosher, um certificado seria emitido.

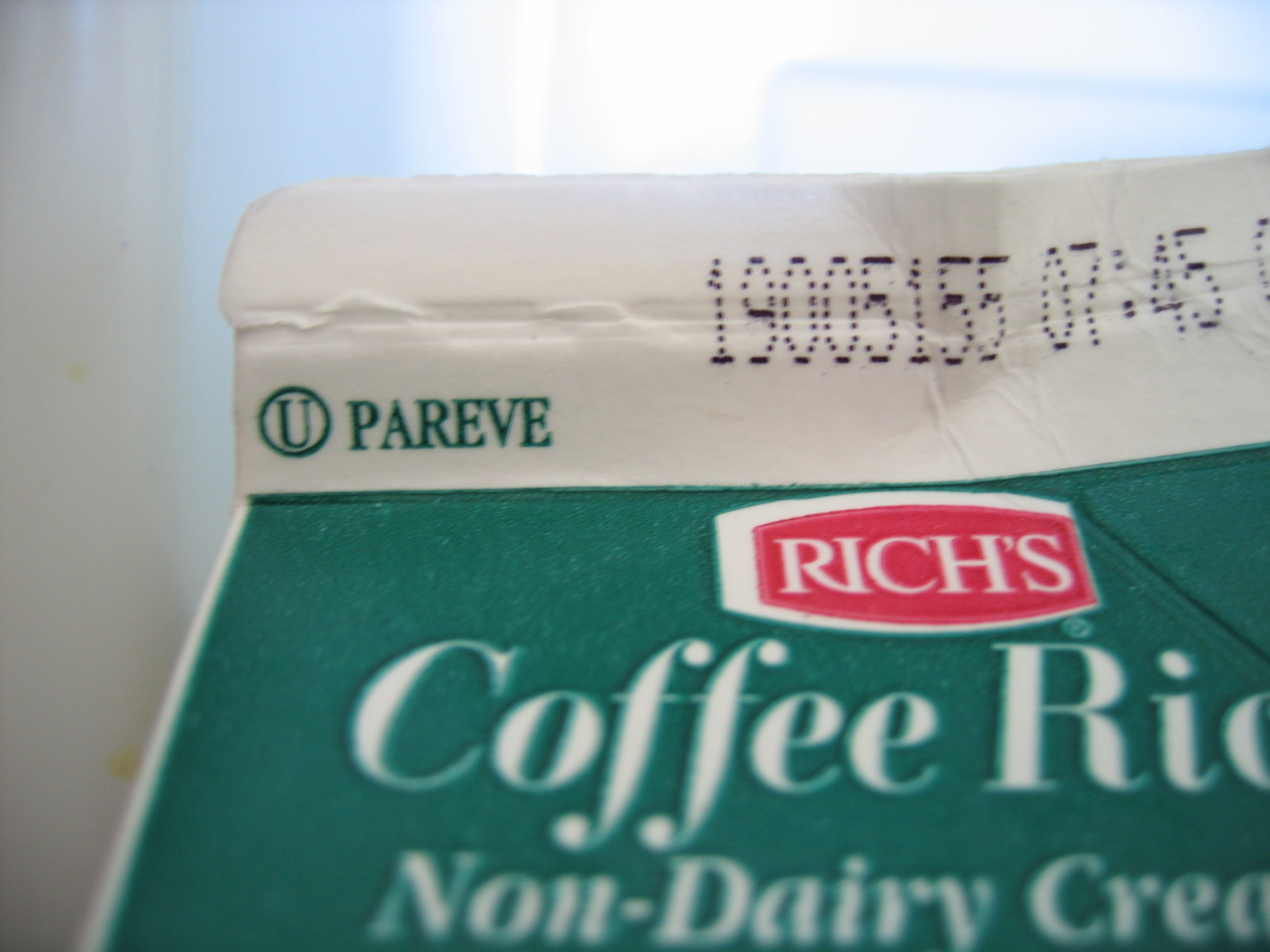
O "U" no círculo indica que este produto é certificado como kasher pela União Ortodoxa (OU). A palavra "pareve" indica que este produto não contém leite, carne ou seus derivados.

Às vezes, os fabricantes identificam os produtos que receberam essa certificação adicionando símbolos gráficos específicos ao rótulo. Esses símbolos são conhecidos no judaísmo como hechsherim. Devido a diferenças nos padrões de kashrut mantidos por diferentes organizações, o hechsheirim de certas autoridades judaicas pode às vezes ser considerado inválido por outras autoridades judaicas. As marcas de certificação dos vários rabinos e organizações são numerosas demais para serem listadas, mas uma das mais usadas nos Estados Unidos é a da União das Congregações Ortodoxas (ou União Ortodoxa), que usa um U dentro de um círculo ("OU"), simbolizando as iniciais em inglês. Na Grã-Bretanha, um símbolo comumente usado é o logotipo "KLBD" do London Beth Din, uma das principais organizações judaicas ortodoxas britânicas. No Brasil, os produtos não adotam classificação, mas a maioria dos produtos kosher vendidos no Brasil adotam a classificação da OU devido a serem provenientes principalmente dos Estados Unidos e de Israel.[carece de fontes?] No entanto, devido à exportação, hoje existem algumas empresas brasileiras produzem produtos kosher com um selo, e há vários rabinos, no Brasil, que trabalham com isso. Um único K às vezes é usado como símbolo para kosher, mas como muitos países não permitem que as letras sejam colocadas como marca registrada (o método pelo qual outros símbolos são protegidos contra uso indevido), isso indica apenas que a empresa que produz o produto afirma que é kosher.
Muitos dos símbolos de certificação são acompanhados por letras ou palavras adicionais para indicar a categoria do produto, de acordo com a lei judaica; a categorização pode entrar em conflito com as classificações legais, especialmente no caso de alimentos que a lei judaica considera como laticínios, mas a classificação legal não o faz.
- D: Do inglês Dairy, que significa laticínios
- M: Do inglês Meat, que significa carne, incluindo aves
- Pareve: Comida que não possui derivados tanto de leite quanto de carne
- Fish: Peixe
- P: Permitido para Pessach (P não é usado para Pareve)Em muitos casos, a supervisão constante é necessária porque, por várias razões, como mudanças nos processos de fabricação, os produtos que já foram kosher podem deixar de sê-lo. Por exemplo, um óleo lubrificante kosher pode ser substituído por um contendo sebo, que muitas autoridades rabínicas consideram não kosher. Tais mudanças são freqüentemente coordenadas com o rabino supervisor, ou organização supervisora, para assegurar que a nova embalagem não sugira nenhuma hechsher ou kashrut. Em alguns casos, no entanto, os estoques existentes de etiquetas pré-impressas com o hechsher podem continuar a ser usados no produto agora não kosher. Uma videira ativa entre a comunidade judaica discute quais produtos são agora questionáveis, assim como produtos que se tornaram kosher, mas cujos rótulos ainda não foram levados adiante. Alguns jornais e periódicos também discutem os produtos da kashrut.[65]

Os produtos rotulados como kosher-style são produtos não kosher que possuem características de alimentos kosher, como cachorros-quentes, ou são aromatizados ou preparados de maneira consistente com práticas asquenazes, como picles. A designação geralmente se refere a itens de delicatessen.

### Custos
Nos Estados Unidos, o custo da certificação para itens produzidos em massa é tipicamente minúsculo e geralmente é mais do que compensado pelas vantagens de ser certificado. Em 1975, o The New York Times estimou o custo por item para obter a certificação kosher em 6,5 milionésimos de centavo (US $ 0,000000065) por item para um item de alimentos congelados da General Foods. De acordo com um relatório de 2005 da Burns & McDonnell, a maioria das agências certificadoras nacionais estadunidenses é sem fins lucrativos, cobrando apenas por supervisão e trabalho no local, para as quais o supervisor local "normalmente faz menos por visita do que um mecânico de automóveis por hora". No entanto, reengenharia de um processo de fabricação existente pode ser caro. A certificação geralmente leva ao aumento das receitas abrindo mercados adicionais para os judeus que mantêm a dieta kosher, muçulmanos que mantêm a dieta halal, os adventistas que mantêm as principais leis da Dieta Kosher, vegetarianos e os intolerantes à lactose que desejam evitar produtos lácteos (produtos que são certificados de forma confiável como em conformidade com este critério). Segundo a União Ortodoxa, uma das maiores organizações de kashrut nos Estados Unidos, "quando posicionada ao lado de uma marca não kosher concorrente, um produto kosher será melhor em 20%".

Em algumas comunidades europeias há um imposto especial sobre a compra de carne kosher para ajudar a apoiar as instituições educacionais da comunidade. Em 2009, os delegados em uma reunião do Conselho Rabínico da Europa concordaram amplamente que o imposto que apoia os rabinos, mikvoos e outras instalações comunitárias deveria ser reduzido. "Enquanto o supermercado Tesco vende uma galinha inteira por £ 2, sua contrapartida kosher de peso semelhante custa de cinco a seis vezes mais".